# Xynotingis
Xynotingis is een geslacht van wantsen uit de familie van de Tingidae (Netwantsen). Het geslacht werd voor het eerst wetenschappelijk beschreven door Carl John Drake in 1948.

## Soorten
Het genus is monotypisch en bevat alleen de volgende soort:

- Xynotingis hoytona Drake, 1948